# Poslanska skupina italijanske in madžarske narodne skupnosti
Poslanska skupina italijanske in madžarske narodne skupnosti je poslanska skupina, ki jo sestavljata poslanca obeh narodnih skupnosti: italijanske in madžarske.

## Sestava

### Mandat 1992-1996
- Roberto Battelli
- Maria Pozsonec

### Mandat 1996-2000
- Roberto Battelli
- Maria Pozsonec

### Mandat 2000-2004
- Roberto Battelli
- Maria Pozsonec

### Mandat 2004-2008
- Roberto Battelli
- Maria Pozsonec

### Mandat 2008-2011
- Roberto Battelli
- László Göncz

### Mandat 2011-2014
- Roberto Battelli
- László Göncz

### Mandat 2014-2018
- Roberto Battelli
- László Göncz

### Mandat 2018-2022
- Felice Žiža , vodja poslanske skupine
- Ferenc Horváth

### Mandat 2022-
- Felice Žiža , vodja poslanske skupine
- Ferenc Horváth